# Grup de la biraïta
El grup de la biraïta és un grup de minerals de la classe dels silicats, tots ells sorosilicats que cristal·litzen en el sistema monoclínic. El grup està format per quatres espècies minerals: alexkuznetsovita-(Ce), alexkuznetsovita-(La), biraïta-(Ce) i biraïta-(La). La biraïta-Ce va ser aprovada com a espècie vàlida per l'Associació Mineralògica Internacional l'any 2003, mentre que les altres tres espècies han estat aprovades per l'IMA entre 2019 i 2020 però encara no han estat publicades.
| Espècie               | Fórmula             |
| --------------------- | ------------------- |
| Alexkuznetsovita-(Ce) | Ce₂Mn(CO₃)(Si₂O₇)   |
| Alexkuznetsovita-(La) | La₂Mn(CO₃)(Si₂O₇)   |
| Biraïta-(Ce)          | Ce₂Fe2+(Si₂O₇)(CO₃) |
| Biraïta-(La)          | La₂Fe2+(CO₃)(Si₂O₇) |